# 田崎悦子 (教育学者)
田崎 悦子（たさき えつこ、1955年～　）は、日本の教育学者。専門は、教育社会学。特に農業従事者のキャリア形成や農業者の人材育成。東京都世田谷区生まれで神奈川県横浜市育ち。
1973年神奈川県立光陵高等学校卒業。1977年横浜国立大学教育学部卒業。1979年北海道大学大学院教育研究科修士課程修了（指導教員:布施鉄治）。1979年テレビ朝日報道局の専属レポーター。1983年第一生命入社。その後、同社支部長。1996年北海道セルラー電話総務部教育グループリーダー。その後、道都国際観光専門学校インターナショナルトラベル学科兼任講師、日本ビジネス綜合専門学校観光学科兼任講師、北海道国際航空ゼネラルコーディネーター、NPO法人きゃりあ工房代表、小樽短期大学ビジネスコミュニケーション総合学科兼任講師を経て、2010年札幌大学女子短期大学部経営学科特任准教授。2012年大阪教育大学キャリアセンター副センター長・同准教授。2016年苫小牧駒澤大学国際文化学部キャリア創造学部准教授。2017年同学長代行。2018年同学長。2021年同定年退職。北海道大学大学院教育研究科博士課程単位取得満期退学（指導教員:小内透）。